# Osobowość podstawowa
Osobowość podstawowa – elementy osobowości występujące u przedstawiciela określonej kultury, zharmonizowane z jej instytucjami. Jest to podłoże postaw uczuciowych i systemu wartości właściwemu zbiorowości, w której wychowany został człowiek. Różnice w osobowościach podstawowych powstają na drodze wychowania. 
Zobacz też: 
- osobowość
- osobowość modalna
- osobowość człowieka nowoczesnego
- osobowość biurokratyczna

## Literatura
- Szacka Barbara, Wprowadzenie do socjologii, Warszawa 2002.